# Smilodon
Smilodon (esmilodonte, em português; também conhecido como "Tigre dente de sabre") é um gênero extinto de felídeo da subfamília Machairodontinae. É o mais conhecido dos dentes-de-sabre e viveu durante o Pleistoceno (há entre 2,5 milhões e 10 mil anos). Mais especificamente, Esmilodontes percorriam a América do Sul e Norte entre cerca de 700 000 anos e 11 000 anos. Vários fósseis foram encontrados em La Brea.

## Características

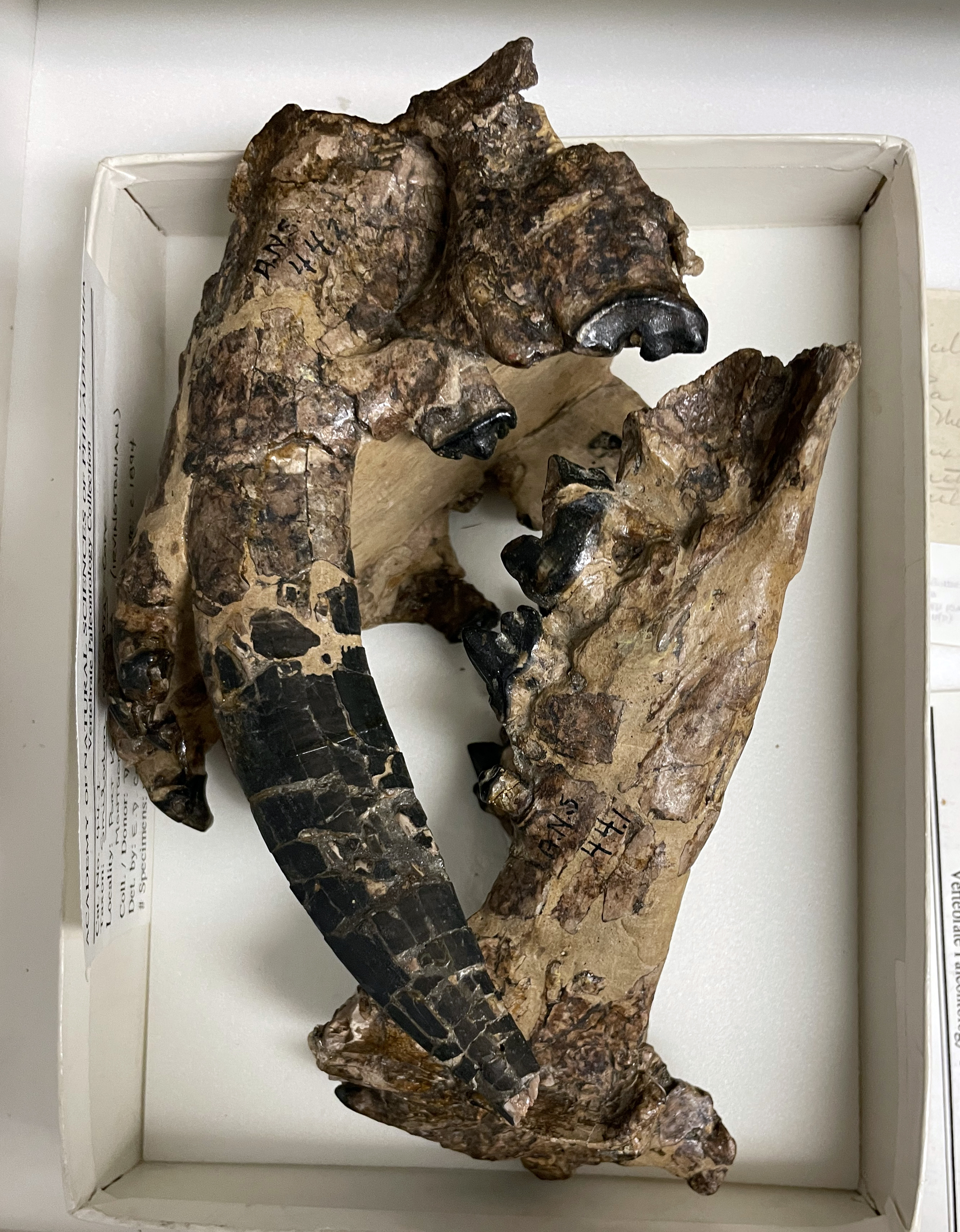
Crânio parcial de S. gracilis, a espécie mais antiga do gênero, Academia de Ciências Naturais da Filadélfia.

Três espécies do gênero são conhecidas, e os portes delas variam e todas são consideradas tigres da época com 95% de similaridade.
Acima de tudo, o esmilodonte era mais robusto do que qualquer felídeo moderno, com membros anteriores excepcionalmente desenvolvidos e com longos caninos. Sua mandíbula tinha uma abertura maior que a dos felídeos modernos e os caninos superiores eram compridos e frágeis, sendo adaptados a um ataque preciso. Tais atributos fizeram do esmilodonte um caçador especializado em grandes herbívoros. Na América do Norte predavam cavalos, bisontes, antilocapras, veados, queixadas, camelos americanos, mamutes, mastodontes, preguiças-terrícolas e raramente gliptodontes, e competiam por essas presas com o lobo terrível, o leão-americano e o urso-de-cara-achatada. Na América do Sul predavam cavalos, lhamas, mastodontes, queixadas, veados, toxodontes, macrauquênias, preguiças terrícolas, e também raramente gliptodontes. Na América do Sul o esmilodonte provavelmente competiu com o canídeo Protocyon e com o ursídeo Arctotherium, mas não com a onça-pintada e alguns gatos selvagens, que se alimentavam principalmente de presas menores. 
Foi um dos maiores felinos que já existiu. Smilodon gracilis era semelhante em tamanho a uma onça (55 - 130 quilos). Smilodon fatalis era semelhante a um leão (180 - 280 quilos), Smilodon populator(Tigre dente de sabre) foi o felino mais pesado que já existiu, e possivelmente o maior, podendo variar de 250 até 300 quilos, com uma massa máxima de 436 quilos e ele possuía de 2,50 m. 

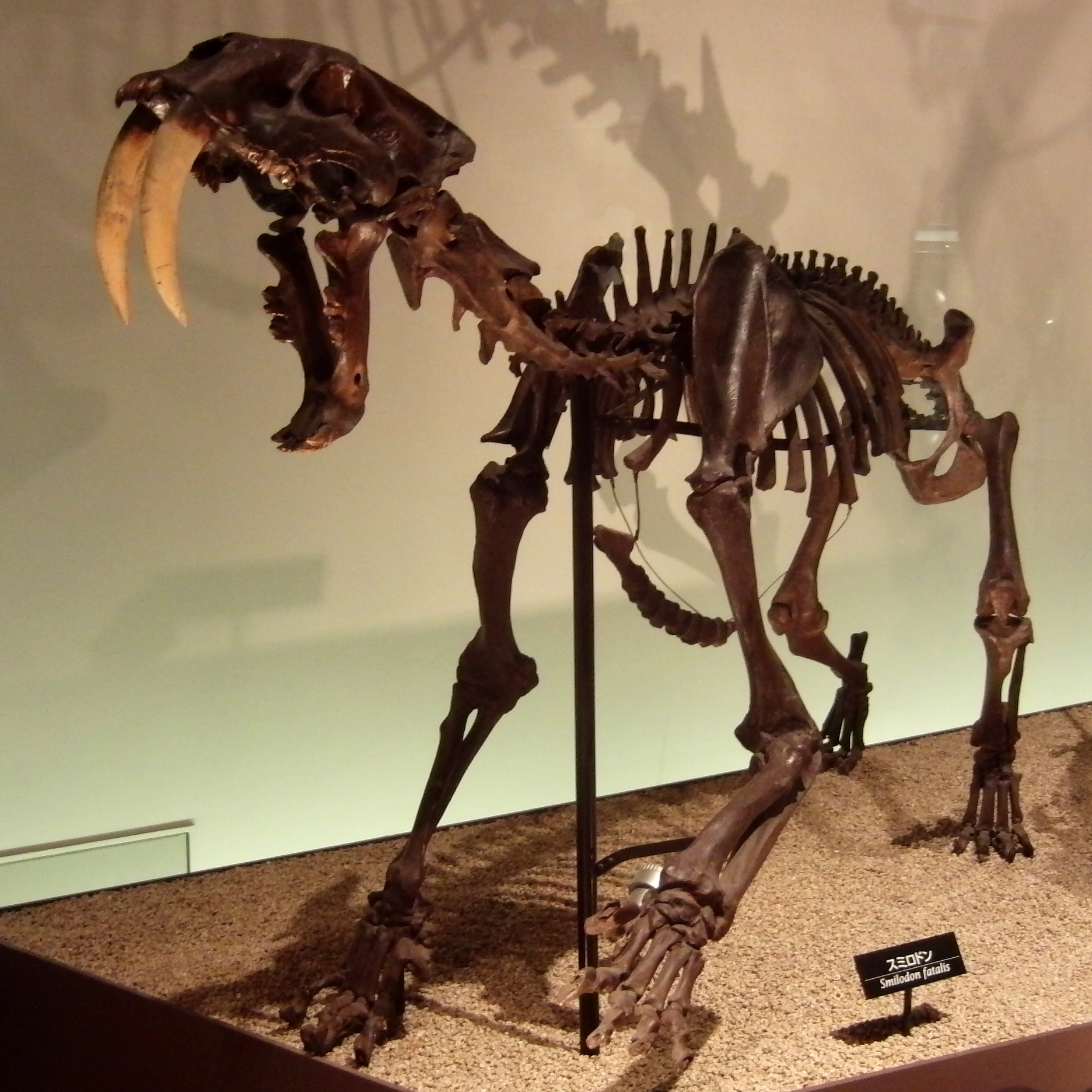
Esqueleto de Smilodon fatalis no Museu Nacional de Ciência do Japão, Tóquio, Japão.

O esmilodonte provavelmente viveu em habitats florestados que permitia formar emboscadas. Sua preferência em caçar grandes mamíferos pode ter sido causa de sua extinção. Existe discussão se as espécies do gênero eram animais sociais. Comparações entre respostas de predadores vocalizações de perigo e a prevalência de feridas cicatrizadas sugerem que era um animal social, enquanto seu pequeno cérebro sugeria que era um animal solitário. Alguns fósseis mostram sinais de Espondilite anquilosante, traumas e artrite. O esmilodonte foi extinto há cerca de 10 000 anos.
Recentemente, cientistas encontraram uma múmia preservada de um filhote de tigre dentes de sabre.

## Espécies
- Smilodon fatalis (1,6 Ma - 900 000 anos) - Américas do Norte e Central;
  - Smilodon fatalis californicus;
  - Smilodon fatalis floridus;
- Smilodon gracilis (2,5 Ma - 500 000 anos) - América do Norte;
- Smilodon populator (1 Ma - 10 000 anos — o maior membro do gênero) - América do Sul;
  - Smilodon neogaeus.

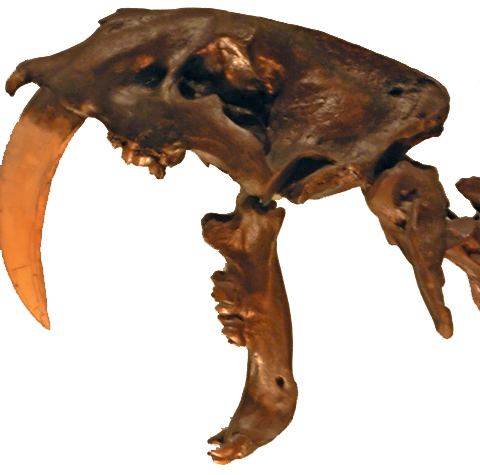
Crânio de um Smilodon fatalis.
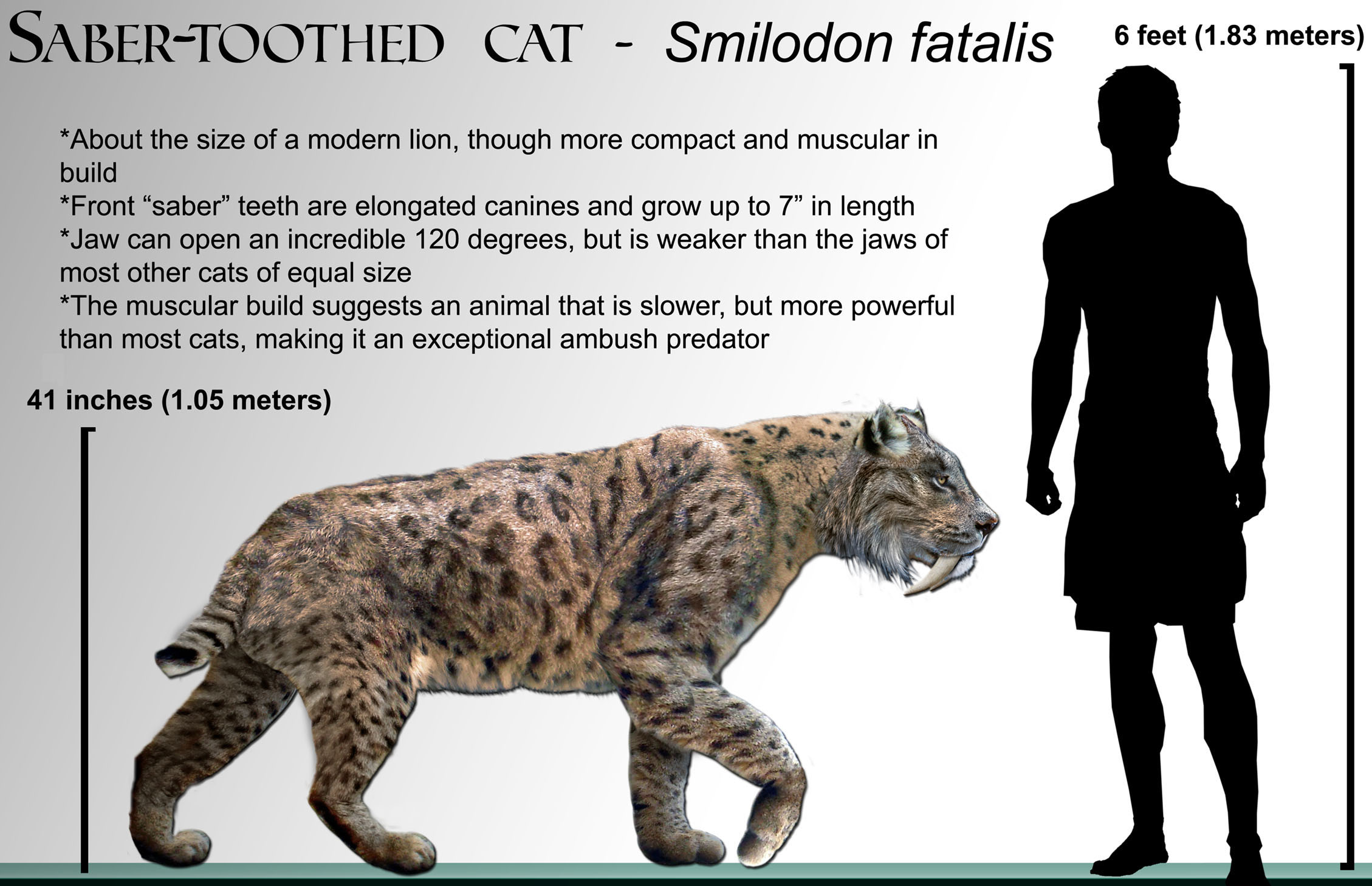
Comparação em escala real entre um Smilodon fatalis e um ser humano.